# Flak-Jäger
Flak-Jäger, auch Flakjäger, war in der deutschen Kriegsmarine die Bezeichnung für ein bewaffnetes Schiff, welches mit einer besonderen Kennung FL.J, gefolgt von einer Nummer zwischen 21 und 28, versehen und zur Abwehr von Flugangriffen eingesetzt wurde.
Insgesamt existierten acht Schiffe mit solch einer Kennung. Die Kennung wurde mit der Aufstellung der 2. Flak-Jäger-Gruppe (Nordsee); später wurde daraus die 2. Flak-Jäger-Flottille; im Juli 1940 vergeben. Es war der einzige Verband der Flak-Jäger, in der Kriegsmarine und auch nach der Auflösung der Flottille behielten der Großteil der Schiffe bis Kriegsende die Kennung FL.J bei.

## Allgemeines
Nach Elfrath und Breyer waren die Flak-Jäger als Äquivalent zu den U-Jägern zu sehen und waren mit einer „angemessene[n] Flakbewaffnung mit einem entsprechend großen Munitionsvorrat“ ausgestattet. Die größeren Schiffe dieser Art waren ab September 1942 (2. Artillerieträgerflottille) die sogenannten Artillerieträger. Im Verlauf des Krieges war die Zahl der Vorpostenboote stetig gestiegen. Diese erhielten zwar immer wieder stärkere Bewaffnung, waren aber letztendlich gerade neben Seeminen durch Luftangriffe unterlegen. Um diesen Gefahren zu begegnen, wurde neben den Hilfsminensuchboote und U-Jägern auch die Flak-Jäger eingeführt.
Cajus Bekker schrieb zu den Flak-Jäger eher belletristisch:

„So zum Beispiel Flakjäger, ehemalige Zollkreuzer von der Niederelbe, die ein paar 2-cm- und 3,7-cm-Rohre tragen konnten und so klein und wendig waren, daß ihnen auch im übelsten Bombenregen nie etwas Ernsthaftes passiert ist.“

Zum Einsatz der Flak-Jäger gibt Reinhard Ostertag an, dass etwa 20 mal im Monat die Flak-Jäger ein- und auslaufende U-Boote sichern mussten.

## 2. Flak-Jäger-Gruppe (Nordsee)
Ab Juli 1940 bestand die 2. Flak-Jäger-Gruppe (Nordsee). Diese war für die Abwehr britischer Seeflieger eingerichtet worden. Die Aufstellung einer 1. Flak-Jäger-Gruppe (Ostsee) erfolgte nicht, da keine Gefahr in diesem Seegebiet gesehen wurde, die eine Einrichtung rechtfertigen würde. Führer der Gruppe wurde der vorherige Chef der 2. Vorpostenflottille Korvettenkapitän Felix Fischer.

## 2. Flak-Jäger-Flottille

### Flottillengeschichte
Im November 1940 wurde die 2. Flak-Jäger-Gruppe (Nordsee) zur 2. Flak-Jäger-Flottille erweitert. Der Einsatz der Flottille erfolgte unter dem Kommando des Führers der Vorpostenboote Nord beim Befehlshaber der Sicherung der Nordsee.
Aufgabe der Flottille war der Fla-Schutz des Schiffsverkehrs im Raum Den Helder, Borkum, Emden, Wesermünde und Bremen. Die Schiffe der Flottille wurden auch für die Absicherung von Geleitzügen oder Minenunternehmen eingesetzt. Mit der Aufstellung der 5. Sicherungs-Division und der damit einhergehenden Auflösung des Führers der Vorpostenboote Nord Mitte März 1942 wechselte die Unterstellung der Flottille unter die Division.
Am 25. April 1943 wurde die 2. Flak-Jäger-Flottille aufgelöst, wobei die Einheiten auf andere Flottillen aufgeteilt wurden. Nach der Auflösung der Flottille kam z. B. die Yorck und die Nettelbeck zur 3. Minensuchflottille. Die Simon von Utrecht kam zur 1. Sperrbrecherflottille. Auch nach der Auflösung der Flottille behielten die Schiffe, bis auf die Schiewenhorst, erst mal bis Kriegsende die Kennung FL.J.

#### Einsätze (Beispiele)
Beispielhaft hatte Mitte Februar 1941 FL.J 22 im Eis der Nordsee vor Christiansand seine Schraube verloren, sodass es von FL.J 23 erst nach Helgoland und dann weiter nach Wesermünde geschleppt werden musste. Die Flak-Jäger waren neben Sperrbrechern und U-Booten Anfang März 1941 für den Geleit des neu in Dienst gestellte Schlachtschiffes Tirpitz von Wilhelmshaven nach Brunsbüttel eingesetzt. Im gleichen Monat wurde FL.J 21 bei Texel durch Flugzeuge angegriffen, erlitt aber keinen Schaden. Ende März / Anfang April 1941 erfolgte die Fahrt von FL.J 21 und dem neuen U-Boot-Versorger (Z-Schiff) Python von Wilhelmshaven nach Rotterdam durch die Absicherung der Jaguar. Anfang Juli 1942 wurde durch FL.J 22 das Minenschiff Roland beim Legen der Minensperre 6 a Thusnelda mit abgesichert. Im August 1942 erfolgt durch FL.J 22 und FL.J 24 die Absicherung der beiden Sperrbrecher 11 ex Belgrano und 17 ex Templar, beide von der 1. Sperrbrecherflottille, beim Unternehmen für das Auslegen der Minensperre 5 a Eleonor. FL.J 23 sichert ab 27. Februar 1943 ein Westgeleitzug ab. In der darauffolgenden Nacht sichtete der Flak-Jäger britische Schnellboote, welche später den Geleitzug angriffen, wobei MGB 79 durch die Geleitzugabsicherung der Deutschen versenkt wurde.

### Flottillenchefs
- Korvettenkapitän Felix Fischer: von der Aufstellung bis Juli 1941, vormals Führer der 2. Flak-Jäger-Gruppe[5]
- Kapitänleutnant/Korvettenkapitän d. R. Dipl.-Ing. Kurt Loewer: ab 1. Juli 1941 bis 10. September 1942, dann Chef der 11. Vorpostenflottille[13]
- Korvettenkapitän Fritz Eisenberger: von September 1942 bis Dezember 1942
- Korvettenkapitän Wilhelm Frank: als Chef der 1. Sperrbrecherflottille von Dezember 1942 bis April 1943 mit der Wahrnehmung der Geschäfte beauftragt[14]

## Flakjäger
Bis auf FL.J 27 und FL.J 28 wurden bereits FL.J 21 bis FL.J 26 mit der Aufstellung der 2. Flak-Jäger-Gruppe (Nordsee) zugeordnet.

### Flakjäger–ehemalige Walfangboote
Von der 15. Vorpostenflottille wurden drei zu Vorpostenbooten umgebaute Walfangboote (Wiking) den Flak-Jägern zugeteilt. Diese waren 1939 für die Deutsche Oelmühlen-Rohstoffe GmbH in Wesermünde gebaut worden. Wiking 6 und Wiking 8 (381 BRT; 40,7 – 8,1 m; 1300 PS; 13,5 kn; 31 Mann) sollten ursprünglich die älteren Boote der Fangflotte ersetzen, wobei zusätzlich noch zwei ursprünglich für das Fabrikschiff Südmeer bestellte Boote als Wiking 9 und Wiking 10 hinzukamen.
Ab 5. Oktober 1939 waren Wiking 6, Wiking 8 und Wiking 10 als Vorpostenboote im Einsatz. Sie waren mit einer 3,7-cm-Pak-MG im Bug und einem 1,5-cm-MG im Heck ausgestattet. Nach dem Krieg kamen die vier Boote Ende Oktober 1945 zur britischen Marine und wurden zu Empire Viking VI, Empire Viking VIII, Empire Viking IX und Empire Viking X. 1946 erfolgte die Übergabe an die Sowjetunion und die Umbenennung in Slava 2, Slava 3, Slava 4 und Slava 5.
Boote:
- FL.J 21 / Wiking 8 ex V 1504, von der 15. Vorpostenflottille[19]
- FL.J 22 / Wiking 10 ex V 1503 ex Süd VII, von der 15. Vorpostenflottille[19]
- FL.J 23 / Wiking 9 ex Süd VI
- FL.J 24 / Wiking 6 ex V 1502, von der 15. Vorpostenflottille[19]

### Weitere Flakjäger
Die beiden ehemaligen Zollkreuzer Yorck und Nettelbeck der Zollfahndung Swinemünde hatten als Bewaffnung eine 3,7-cm-Zwillings-Flak und zwei 2-cm-Fla-MGs und mit der Einrichtung der 2. Flak-Jäger-Gruppe (Nordsee) im Juli 1940 eine eigene Kennung mit FL.J erhalten. Die seit 20. Oktober 1939 als Sperrlotsendampfer Wilhelmshaven eingesetzte Schiewenhorst, ab 24. Juli 1943 DC 42, kam ab 11. Oktober 1940 zur 2. Flak-Jäger-Flottille. Diese kollidierte am 5. April 1943 nördlich von Borkum mit dem Vorpostenboot V 1252 der 12. Vorpostenflottille, welches anschließend sank.
Boote:
- FL.J 25 / Yorck ex UJ 174 (Schwesterschiff der Nettelbeck), von der 17. U-Bootjagd-Flottille
- FL.J 26 / Nettelbeck ex UJ 171 (Schwesterschiff der Yorck), von der 17. U-Bootjagd-Flottille
- FL.J 27 / Schiewenhorst ex Eschwege (von 1931 bis 1939) ex Oberbürgermeister Schnackenburg
- FL.J 28 / Simon von Utrecht ex Wilhelm Hemsoth